# Carl O. Hertzberg
Otto Carl Hertzberg, född 31 mars 1889 i Strömstad, död 4 maj 1955 på Vätö i Stockholms län, var en svensk skådespelare och filmproducent.
Hertzberg var direktör på filmproduktionsbolaget Skandinavisk Biografservice i Stockholm. Han är begravd på Norra begravningsplatsen utanför Stockholm.

## Filmografi
Producent
- 1938 – Eli Sjursdotter

Roller
- 1927 – På kryss med Blixten